# ウラジオストク市電
ウラジオストク市電（ロシア語: Владивостокский трамвай）は、ロシア沿海地方ウラジオストクで運行している路面電車である。現在は6番系統のみ運行している。

## 歴史
1912年にウラジオストク駅 - ルゴヴァヤ電停間が開通したのが始まりである。当初の軌間は1,000 mmであったが、ソビエト連邦成立後の1934年に1,524 mmに改軌された。ソ連時代を通して延伸が続けられ、1991年には全長18.4 kmに達したが、2009年以降に廃止が進み、2020年現在は1路線が残るのみである（Google マップ）。

## 路線
- 6番系統：ミンヌイ・ゴロドク - サハリンスカヤ[4]

### 過去に運行されていた系統
- 1番系統：ウラジオストク駅 (Вокзал) - ルゴヴァヤ (Луговая ул.)
- 2番系統：ウラジオストク駅 (Вокзал) - ラボチャヤ (3-я Рабочая ул.)
- 3番系統：ルゴヴァヤ (Луговая ул.) - ラボチャヤ (3-я Рабочая ул.)
- 4番系統：サハリンスカヤ (Сахалинская ул.) - ウラジオストク駅 (Вокзал)
- 5番系統：ウラジオストク駅 (Вокзал) - ミンヌイ・ゴロドク (Минный городок)
- 7番系統：ウラジオストク駅 (Вокзал) - バリャエヴァ (ул. Баляева)
- 8番系統：ミンヌイ・ゴロドク (Минный городок) - ルゴヴァヤ (Луговая ул.)
- 9番系統：サハリンスカヤ (Сахалинская ул.) - ルゴヴァヤ (Луговая ул.)
- 10番系統：バリャエヴァ (ул. Баляева) - ラボチャヤ (3-я Рабочая ул.)

## 運賃
2018年現在、運賃は一律16ルーブルである。

## 車両
2023年現在、営業用車両は以下の16両が在籍している。2020年以降はモスクワ市電（モスクワ）からの車両譲渡による旧型車両の置き換えが進められている。
| 形式   | 形式     | 写真 | 両数             | 備考・参考 |
| ------ | -------- | ---- | ---------------- | ---------- |
| RVZ-6  | RVZ-6M2  |      | 2両              | 運用離脱中 |
| 71-605 | 71-605A  |      | 3両              |            |
| 71-608 | 71-608K  |      | 1両              | 運用離脱中 |
| 71-619 | 71-619K  |      | 8両              |            |
| 71-619 | 71-619KS | 2両  | 教習用設備を搭載 |            |